# Verdrag inzake het vergemakkelijken van het internationale verkeer ter zee
Het Verdrag inzake het vergemakkelijken van het internationale verkeer ter zee (Convention on Facilitation of International Maritime Traffic, FAL) is een internationaal verdrag uit 1965 van de Internationale Maritieme Organisatie dat tracht om de administratie aan boord te vereenvoudigen door een uniformiteit in procedures en administratie te bekomen tussen verschillende regeringen en havens om te voorkomen dat het maritieme verkeer onnodige vertragingen oploopt.
Het verdrag trad op 5 maart 1967 in werking.